# Chiesa di San Pietro (Assisi)
La chiesa di San Pietro, o abbazia di San Pietro è un luogo di culto cattolico di Assisi, nella piazza omonima, dove sorgeva un’antica necropoli romana.

## Storia e descrizione
Fu costruita dai benedettini nel decimo secolo, l'edificio è stato rimaneggiato più volte fino alla ricostruzione definitiva che risale al XIII secolo, con segni caratteristici dell'Ordine benedettino.
Con certezza, la presenza del monastero è documentata dal 1029. A partire da questo secolo si possono far risalire tutte le parti più antiche della chiesa.

## Esterno
L'esterno della chiesa presenta una facciata romanica realizzata in pietra rosa proveniente dal monte Subasio, dove tre rosoni si sviluppano in corrispondenza dei portali. All’origine, la facciata culminava in un timpano che fu abbattuto dopo il terremoto del 1832. Le due fasce della facciata sono tra loro divise da un cornicione ad archetti pensili. Il portale centrale è affiancato da due leoni ruggenti.
Nella sua parte antistante, culmina con una cornice marcapiano dove corre una lunga iscrizioneː PASTOR PETRE GREGIS FIDELISSIME REGIS. HIC FIDEI PURE POPULUS STANS SIT TIBI CURE. HOC OPUS EST ACTUM POST PARTUM VIRGINIS FACTUM. MILLE DUCENTENI SUNT OCTO SEXQUE DENI. TEMPORE ABBATIS RUSTICI.

## Interno
L'interno della chiesa è in pietra, restaurato nel 1954, si presenta suddiviso da robusti pilastri in tre navate, con presbiterio rialzato, abside semicircolare e cupola. Vi si trovano sei tombe del XIV-XV secolo e resti di affreschi attribuibili allo stesso periodo.

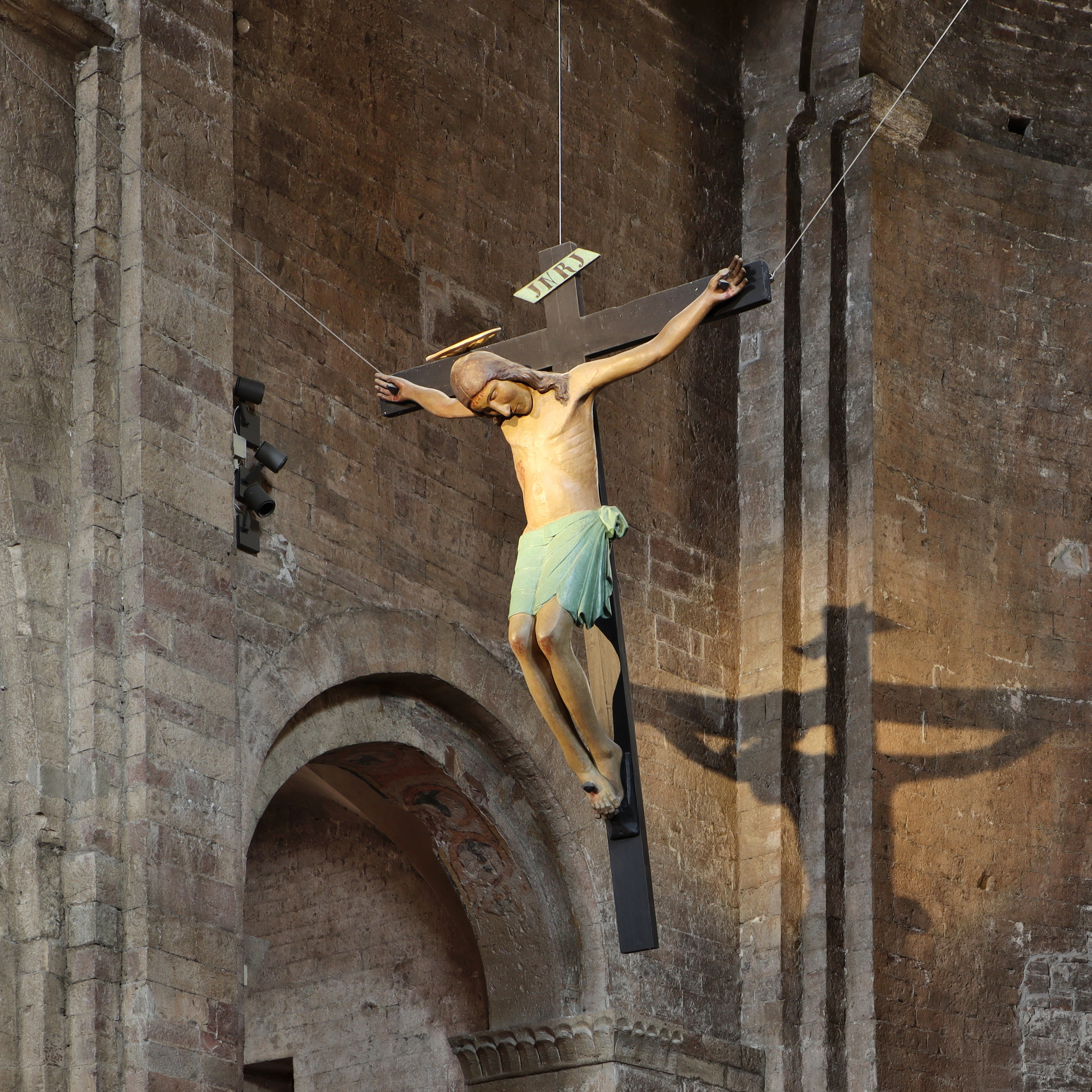
Crocifisso ligneo del XV secolo

Al centro dell'abside, risulta ben visibile un grande crocifisso ligneo del XV secolo di autore ignoto.
Sulla destra del santuario c'è una scala che scende alla cripta. Qui, sotto l'altare maggiore, si trova l'antico sarcofago di San Vittorino, terzo vescovo di Assisi e co-protettore della città e dei suoi compagni martiri.
Interessante è la cappella del Santissimo Sacramento, in stile gotico, con un prezioso trittico con una Madonna con il Bambino tra i Santi Pietro e Vittorino, realizzato tra il 1468 e il 1475 di Matteo da Gualdo, inoltre si può ammirare un'annunciazione, a destra una Madonna in Trono e sulla parete destra San Vittorino.

## Presenza dei Templari
All'interno della chiesa, è presente il sigillo dei templari, nella parete destra della chiesa nel passaggio che porta alla cripta; si tratta di un fiore a sei petali (fiore della vita).

## Notizie e curiosità
Il giorno 2 dicembre del 2000, Assisi, la basilica di San Francesco e gli altri siti francescani, tra i quali figura anche l’abbazia di San Pietro, sono stati iscritti nella lista del Patrimonio dell’Umanità promossa dall’Unesco.
In questa chiesa il 21 settembre 2008 la serva di Dio Chiara Corbella ha sposato Enrico Petrillo.

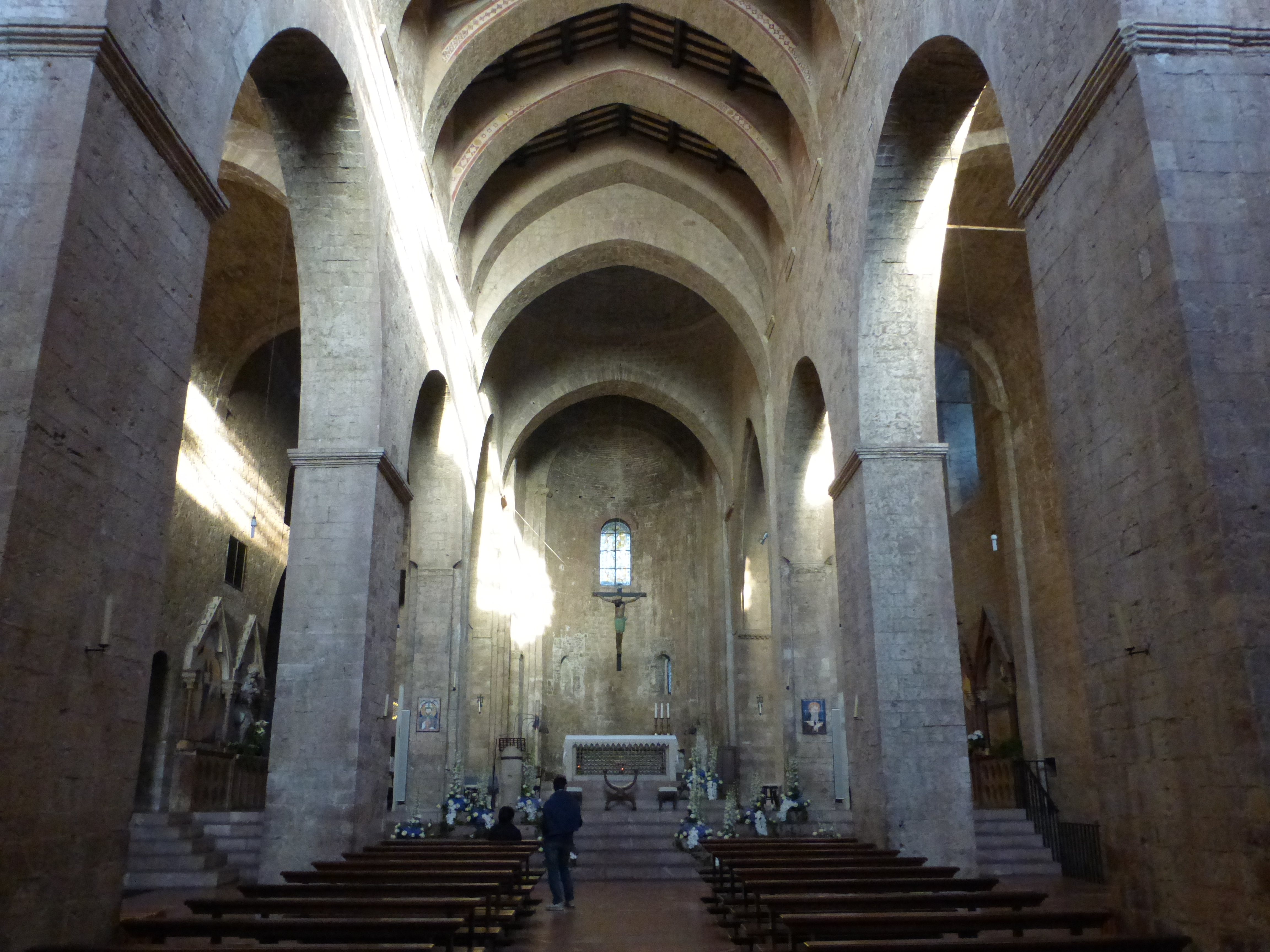
Interno della chiesa